# VascoNonStop Live
VascoNonStop Live è l'ottavo album live del cantautore italiano Vasco Rossi, pubblicato il 6 dicembre 2019 dalla Universal.

## Descrizione
Il disco è un doppio album e contiene l'intera scaletta suonata nei 6 concerti tenuti allo Stadio San Siro di Milano nel giugno dello stesso anno, oltre al singolo inedito Se ti potessi dire.
L'edizione standard consiste di 2 CD, 2 DVD e un Blu-ray; questa edizione ha una particolarità: in copertina premendo sul logo dell'album - tasto "PUSH" - il titolo VascoNonStop Live si accende, primo caso di un disco al mondo. Quest'ultima edizione è stata pubblicata con tiratura limitata di 50 000 copie.
L'edizione standard composta solamente di 2 CD è stata distribuita esclusivamente negli autogrill.

## Tracce

### CD
Disco 1
1. Intro 2019 – 1:14
2. Qui si fa la storia – 3:41
3. Mi si escludeva – 4:11
4. Buoni o cattivi – 3:32
5. La verità – 3:45
6. Quante volte – 4:06
7. Cosa succede in città – 3:32
8. Cosa vuoi da me – 3:38
9. Vivere o niente – 4:01
10. Fegato, fegato spappolato – 3:11
11. Asilo "Republic" – 2:39
12. La fine del millennio – 4:33
13. Portatemi Dio – 3:21
14. Gli spari sopra ("Celebrate") – 3:40
15. C'è chi dice no – 5:03
16. Se è vero o no – 4:18
17. Io no... – 5:12

Disco 2
1. Domenica lunatica – 4:35
2. Ti taglio la gola – 3:46
3. Rewind – 4:29
4. Vivere – 6:18
5. La nostra relazione – 3:08
6. Tango... (della gelosia) – 3:14
7. Senza parole – 5:09
8. Sally – 4:55
9. Siamo solo noi – 4:16
10. Vita spericolata – 3:44
11. Canzone – 1:45
12. Albachiara – 6:40
13. Se ti potessi dire – 4:34 (Vasco Rossi) – inedito studio

### DVD
DVD 1
1. Intro 2019
2. Qui si fa la storia
3. Mi si escludeva
4. Buoni o cattivi
5. La verità
6. Quante volte
7. Cosa succede in città
8. Cosa vuoi da me
9. Vivere o niente
10. Fegato, fegato spappolato
11. Asilo "Republic"
12. La fine del millennio
13. Portatemi Dio
14. Gli spari sopra ("Celebrate")
15. C'è chi dice no
16. Se è vero o no
17. Io no...

DVD 2
1. Domenica lunatica
2. Ti taglio la gola
3. Rewind
4. Vivere
5. La nostra relazione
6. Tango... (della gelosia)
7. Senza parole
8. Sally
9. Siamo solo noi
10. Vita spericolata
11. Canzone
12. Albachiara

+ Extra:
- Se ti potessi dire (videoclip)
- Se ti potessi dire (making of)

## Classifiche
| Classifica (2019) | Posizione massima |
| ----------------- | ----------------- |
| Italia            | 1                 |
| Svizzera          | 32                |

### Classifiche di fine anno
| Classifica (2019) | Posizione |
| ----------------- | --------- |
| Italia            | 64        |
| Classifica (2020) | Posizione |
| Italia            | 93        |